# Đền Thánh Mẫu (Thái Bình)
Đền Thánh Mẫu là di tích lịch sử văn hóa đã được xếp hạng thuộc xã Đông Sơn, huyện Đông Hưng, tỉnh Thái Bình. Đền thờ một bà Hoàng hậu nhà Đinh có tên húy là Đinh Thị Tỉnh, hiệu Trinh Minh hoàng hậu. Đền thờ Hoàng hậu cùng với đền thờ 4 người anh trai của bà ở thôn Bắc trở thành những di tích quan trọng thờ các vị thành hoàng làng Phù Lưu xưa, nay là xã Đông Sơn. Trong đền còn lưu giữ nhiều sắc phong thời Nguyễn và cuốn thần tích chữ Hán do Đông Các Đại Học Sĩ Nguyễn Bính soạn được sao vào năm 1739.

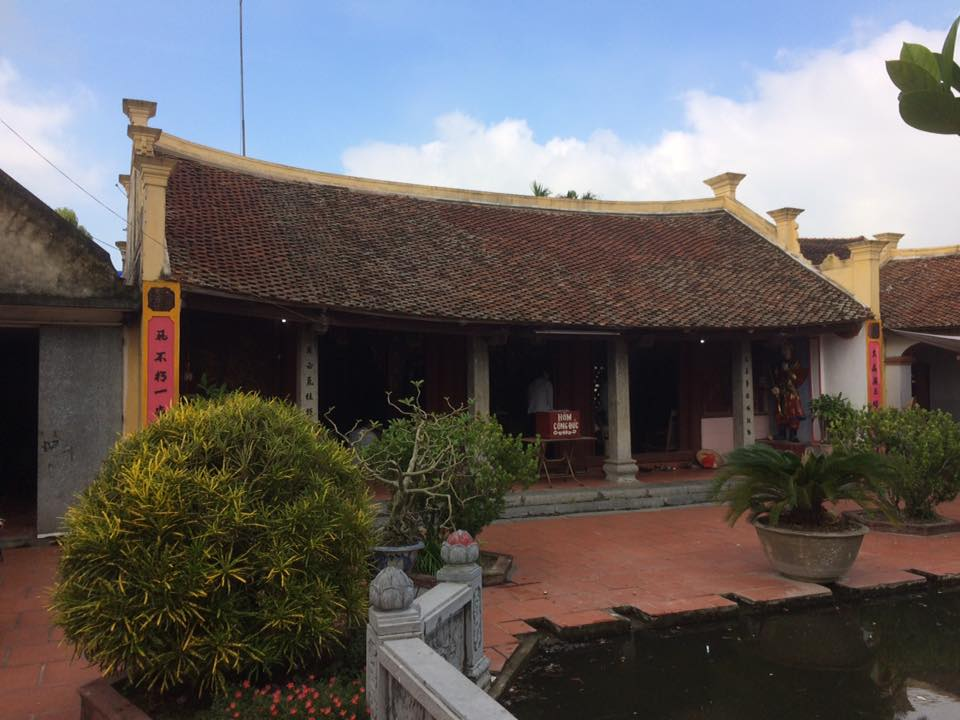
Mặt trước đền Thánh Mẫu

## Vị trí
Từ thành phố Thái Bình theo quốc lộ 10 đi Hải Phòng khoảng 14 km rẽ tay phải, theo đường liên xã đi vào thôn Trung, rẽ trái 200 m là đến đền "Quốc Mẫu Từ". Đền nằm trên diện tích gần 2 sào Bắc bộ, bốn mặt giáp đường giao thông liên xóm, liên thôn. Đền Thánh Mẫu nằm trên địa bàn thôn Trung, xưa thuộc xã Phù Lưu, tục gọi là làng Phù. Đây là vùng đất huyện Cổ Lan thời Trần. Sau đổi là Tây Quan; thế kỉ 19 là Đông Quan - nay là huyện Đông Hưng, tỉnh Thái Bình.

## Kiến trúc
Đền Thánh Mẫu là một công trình kiến trúc nghệ thuật điêu khắc gỗ đã được trùng tu vào cuối thế kỉ thứ 19. Đền quay mặt hướng Đông Nam, gồm các công trình: Đền và tào xá, tắc môn, hoành mã, giếng nước, đền kết cấu chữ Đinh, gồm 2 tòa, 7 gian, 5 gian tào xá. Tổng thể công trình được khép kín bởi tào xá, tường bao viên, hoành mã tắc môn, có giếng nước trước cửa đền làm cho ngôi đền toát lên vẻ uy linh, thâm tĩnh của một nơi thờ bậc mẫu nghi thiên hạ. Đây là một thắng cảnh độc nhất vô nhị ở huyện Đông Hưng.
Đền chính kết cấu chữ Đinh gồm 2 tòa. Tòa đại bái gồm 5 gian, lợp ngói vảy rồng. Hệ thống cột đá xẻ vuông đứng trên chân tảng đá, đội đấu gỗ, đỡ bẩy hiên. Cột đá được soi chỉ chìm, chạm khắc các họa tiết cúc dây và nhấn câu đối chữ Hán. Ngưỡng bao gỗ, soi chỉ kép, chạm trổ độc đáo. Thềm lát đá phiến, dật tam cấp, có mở cửa đại, 2 cửa sổ.
Tòa đại bái dài 9 m, rộng 4 m, cao 4 m. Hồi văn năm đấu, lợp ngói mũi. Vì kèo kiểu chồng cốn đấu sen. Đặc biệt hệ thống đầu dư đỡ bẩy hiên bằng gỗ được chạm trổ công phu, một con nghê đứng trên đầu, ghé vai đỡ bẩy. Nét chạm uyển chuyển, kênh bong rất đẹp. Trên diện tích 3 khoảng phân chia đều của Y môn, chính giữa chạm nổi một con phượng, tư thế sải cánh, đạp mây. Hai bên là hai con vật được cách điệu đầu rồng, thân là cành hoa lá.
Trong hậu cung có hình tượng con rồng được thể hiện trên mảng cốn, bức đại tự dài 2 m, rộng 1 m có khắc nổi 3 chữ Hán: "Quốc Mẫu Từ". Trong khán từ có 3 cỗ ngai, 3 bài vị thời Lê ở thế kỉ 17 khá lớn và rất đẹp, là ngai thờ vọng cha mẹ bà và ngai thờ Hoàng hậu. Trong hậu cung đền còn lưu giữ tượng gỗ thị nữ chầu, tượng hoàng hậu ngự trên ngai và khám thờ chạm trổ tinh vi rất đẹp mắt.
Trước đền là giếng nước cổ có từ ngàn năm nay. Theo như các cụ xưa truyền lại giếng có cống nước vào và cống nước ra, người bình thường chui qua lọt, nước giếng lúc nào cũng trong veo. Giếng là linh hồn của ngôi đền và có thể giếng là cách điệu danh xưng của Hoàng hậu Thánh Mẫu Đinh Tỉnh Nương (chữ Tỉnh chiết tự chữ Hán nghĩa là Giếng).
Căn cứ theo thần tích, ngọc phả, sắc phong, đền thờ và lời di ngôn từ xưa để lại tại địa phương thì rất có thể đền "Quốc Mẫu Từ" thôn Trung Sơn, làng Phù Lưu, xã Đông Sơn, huyện Đông Hưng, Thái Bình là nơi chôn cất phần mộ và hương khói cho Hoàng hậu triều Đinh. Trong sắc phong ở đền thờ Hoàng hậu nhà Đinh có ghi: Trinh thục Hoàng hậu. Trong số 5 bà Hoàng hậu nhà Đinh, vị Hoàng hậu thứ 2 có tên là Trinh Minh Hoàng hậu.

## Lịch sử
Ông Đinh Công Đoan, quê Lam Sơn, Châu Ái, Lương Giang, phủ Thiệu Thiên (Thanh Hóa) vốn là tướng văn võ toàn tài, đi theo Ngô Quyền lập được nhiều công lao, được phong chức tri phủ Cổ Lan. Sau khi Ngô Vương Quyền mất, đất nước lâm vào cảnh loạn 12 sứ quân, tại Phù Lưu năm người con của Đinh Công Đoan là Đinh Dương Xá, Đinh Uy Linh, Đinh Đại Mộc, Đinh Bắc Phương, Đinh Thị Tỉnh cũng chiêu tập binh mã, xây dựng tại xã Phù Lưu 3 đồn, lập 1 đồn ở trang Cổ Dũng (nay là xã Đông La - Đông Hưng), và một đồn ở khu giống; để chống cự với các sứ quân.
Sau khi Đinh Bộ Lĩnh về với sứ quân Trần Lãm, đã sai người mang thư chiêu dụ 4 anh em họ Đinh ở Phù Lưu. Anh em họ Đinh đã đi theo Đinh Bộ Lĩnh dẹp loạn các sứ quân của Ngô Xương Xí, Nguyễn Siêu... được Vua Đinh Tiên Hoàng phong tước:
- Đinh Dương Xá làm Binh nhung tướng quân, giữ đạo Hải Đông,
- Đinh Uy Linh làm Thống chế tướng quân, giữ đạo Sơn Tây,
- Đinh Đại Mộc làm Đốc lĩnh tướng quân, giữ đạo Tuyên Quang,
- Đinh Bắc Phương làm Thái tướng quân giữ đạo Đồng Châu.

## Hoàng hậu Đinh Thị Tỉnh
Bản thần tích chữ Hán có niên đại vĩnh hựu ngũ niên (1739), còn lưu tại đền Thánh Mẫu cho biết: Thánh Mẫu có họ tên Đinh Thị Tỉnh, cha là ông Đinh Công Đoan, mẹ là bà Đỗ Thị Lan Hoa. Quê mẹ ở xã Phù Lưu, huyện Tây Lan (địa danh trong thần tích) nay là thôn Trung Sơn, xã Đông Sơn, huyện Đông Hưng, tỉnh Thái Bình. Trước đó ông Đoan đã có vợ là bà Đào Thị Rạng và sinh được 4 người con trai, nhưng vợ ông bị bệnh mà chết. Bà Đỗ Thị Lan Hoa là vợ kế của ông Đinh Công Đoan.
Theo ngọc phả, thần tích trong đền thì Đinh Thị Tỉnh là người con gái xinh đẹp, long nhan mắt phượng, mặt như bích phấn, lên 5 tuổi đã biết âm luật nhạc, văn tự chưa giáo hóa đã biết quy mô, quan phủ cho đi học 5-6 năm thì văn chương đã xuyến triệt, võ bị tinh thông, cưỡi ngựa bắn tên thế gian khó địch nổi. Gặp thời loạn 12 sứ quân, Tỉnh Nương cùng các anh trai tham gia lập đồn trại, chiêu dụ nhân tài đánh dẹp. Vua Đinh Tiên Hoàng thấy Tỉnh nương nhan sắc tuyệt trần bèn lập làm Trinh Minh hoàng hậu, tước hiệu Đệ Nhị Cung Phi, vua giao cho bà cai quản nội cung...
Căn cứ vào thần tích thì Hoàng hậu Đinh Thị Tỉnh và 4 anh trai đã giúp Đinh Bộ Lĩnh tham gia đánh dẹp các sứ quân Ngô Xương Xí ở Bình Kiều (Thanh Hóa) và Nguyễn Siêu ở Tây Phù Liệt (Hà Nội). Bà là vị hoàng hậu duy nhất trong số 5 Hoàng hậu nhà Đinh tham gia đánh dẹp loạn 12 sứ quân. Các bà Hoàng hậu khác của Vua Đinh Tiên Hoàng như Hoàng Thị Thi, Dương Thị Nguyệt, Nguyễn Thị Sen, Dương Vân Nga không có tài võ nghệ và trực tiếp tham gia dẹp loạn.
Sau này, khi về triều đình Hoa Lư, Hoàng hậu Đinh Thị Tỉnh có thai, đã sinh ra công chúa Phù Dung. Khi nhà Tiền Lê thay nhà Đinh, Hoàng hậu Đinh Thị Tỉnh trở về quê hương Thái Bình. Tại đây, Bà cùng với công chúa Đinh Phù Dung và phò mã Trương Quán Sơn đã giúp dân lập ấp, sống yên ổn. Khi bà mất, thi hài của bà được an táng tại lăng ở xã Phù Lưu. Theo nhân dân địa phương truyền tụng và theo ngọc phả tại đền thì mộ của bà chính là hậu cung của đền hiện nay. Các sắc phong thần và câu đối tại đền đều ghi rõ: "Phù Lưu xã, phụng sự đinh triều hoàng hậu (hay Quốc Mẫu Từ)".
Các triều vua sau này sắc phong bà là "Cung nương như đậu Tỉnh Nương đại thần đoan trang trinh thục cẩn tiết nhàn uyển hoàng thái hậu".
Trong cuốn "Bảng tra thần tích (xã Phù Lưu, tổng Đồng Vi, huyện Đông Quan) do Viện Hán Nôm ấn hành, trang 541 (1 tờ 22*30) có ghi cả năm anh em họ Đinh, trong đó bà được phong: Nhàn uyển Hoàng hậu đại vương.

## Lễ hội
Hằng năm vào ngày sinh và ngày mất của Hoàng hậu Tỉnh Nương (Trinh Thục Hoàng hậu) triều Đinh, nhân dân trong làng, trong huyện và các vùng lân cận đều tổ chức lễ hội long trọng để tưởng nhớ tới 5 anh em họ Đinh đã có nhiều công lao trong sự nghiệp dẹp loạn 12 sứ quân thống nhất đất nước của vua Đinh Tiên Hoàng.
Đền Thánh Mẫu là một di tích lịch sử văn hóa quan trọng trong hệ thống các di tích tín ngưỡng thờ Mẫu ở Việt Nam.